# Dying Is Your Latest Fashion
| Críticas profissionais | Críticas profissionais |
| Avaliações da crítica  | Avaliações da crítica  |
| Fonte                  | Avaliação              |
| ---------------------- | ---------------------- |
| Allmusic               | 3 de 5 estrelas.       |
| AbsolutePunk           | (50%)                  |
| Sputnikmusic           | [ 2 ]                  |
| Punknews.org           | [ 3 ]                  |
| Kerrang!               | 4 de 5 estrelas.       |

Dying Is Your Latest Fashion é o álbum de estréia da banda americana de rock Escape the Fate, lançado em 26 de Setembro de 2006 pela Epitaph Records.
O nome do álbum vem de uma linha no refrão da música "Situations". Ele contém nove músicas novas, mais duas músicas regravadas do EP There's No Sympathy for the Dead. "Not Good Enough for Truth In Cliché" e "Situations" foram lançadas como singles, também foram feitos videos para as duas. É o único álbum com o vocalista Ronnie Radke. Também é o último lançamento com o guitarrista Omar Espinosa, e o tecladista Carson Allen (embora ele já não fazia mais parte da banda).

## Lançamento
Escape the Fate lançou a música "Not Good Enough for Truth In Cliche" como o primeiro single e mais tarde lançou a música "Situations" como o segundo single em 20 de Novembro de 2007 no iTunes, que incluiu o vídeo oficial de "Situations", e no lado B "Make Up", que antes estava disponível apenas na versão japonesa de Dying Is Your Latest Fashion.
"The Webs We Weave" era pra ser o terceiro single da banda no álbum, mas nunca foi lançado devido à saída de Ronnie Radke.
Após o lançamento do álbum, Radke foi colocado em liberdade condicional por acusações de uso de drogas, e depois violou liberdade condicional quando foi envolvido em uma briga que resultou na morte de um jovem de 18 anos chamado Michael Cook. Radke foi culpado das acusações e foi enviado para a prisão por dois anos, levando o Escape the Fate a contratar Craig Mabbitt como vocalista temporariamente. Mabbitt logo se tornou o vocalista oficial da banda.

## Faixas
Todas as músicas escritas e compostas por Escape the Fate, exceto a faixa 10 por Escape the Fate e Mike Booth.
| N.º            | Título                                                 | Duração |  |
| 1.             | "The Webs We Weave"                                    | 2:54    |  |
| 2.             | "When I Go Out, I Want to Go Out on a Chariot of Fire" | 4:01    |  |
| 3.             | "Situations"                                           | 4:01    |  |
| 4.             | "The Guillotine"                                       | 4:32    |  |
| 5.             | "Reverse This Curse"                                   | 3:41    |  |
| 6.             | "Cellar Door"                                          | 4:36    |  |
| 7.             | "There's No Sympathy for the Dead"                     | 4:36    |  |
| 8.             | "My Apocalypse"                                        | 3:30    |  |
| 9.             | "Friends and Alibis"                                   | 4:10    |  |
| 10.            | "Not Good Enough for Truth In Cliché"                  | 3:50    |  |
| 11.            | "The Day I Left the Womb"                              | 2:25    |  |
| Duração total: | Duração total:                                         | 43:21   |  |

| Faixa bônus da edição japonesa |                                         |         |  |
| N.º                            | Título                                  | Duração |  |
| 12.                            | "Make Up" (Intitulada "Look Your Best") | 3:28    |  |

## Créditos
Dying Is Your Latest Fashion foi listado no Allmusic.
| Escape the Fate - Ronnie Radke - vocal, guitarra acústica - Bryan Money - guitarra principal, teclados, sintetizador, vocal de apoio - Max Green - baixo, vocal de apoio - Omar Espinosa - guitarra base, vocal de apoio - Robert Ortiz - bateria, percussão Produção - Ryan Baker - produtor - Michael Baskette - produtor, mixagem, áudio produção - Marlene Guidara - A&R, fotografia - Dave Holdredge - engenheiro, mixagem - Jef Moll - edição digital - Nick Pritchard - direção de arte, design - Mandy Murders - capa | Músicos Adicionais - Carson Allen - vocal, teclados, sintetizadores, compositor das músicas 2, 7, 10 e 12 - Michael Baskette - teclados, compositor das músicas 2, 7, 10 e 12 - Karen Schielke - programação - Jeff Moll - programação - Dave Holdredge - cello - Mike Booth - compositor |

## Paradas
| Parada (2006)             | Posição nas paradas |
| ------------------------- | ------------------- |
| US Top Heatseekers        | 12                  |
| US Top Independent Albums | 19                  |